# Öxit
Der Öxit (manchmal auch Auxit) bezeichnet den hypothetischen Austritt Österreichs aus der Europäischen Union. Im Jahr 2016 war Öxit das Unwort des Jahres. Der Begriff wurde im Rahmen einer Kampagne von Hans Peter Haselsteiner während der Bundespräsidentenwahl in Österreich 2016 genutzt. Trotz gelegentlicher Nutzung des Begriffs in den Medien ist das Wort Öxit nie in den allgemeinen Sprachgebrauch eingegangen.

## Positionen
Die von der Freiheitlichen Partei Österreichs oftmals thematisierte Loslösung von der Europäischen Union, die außerdem zugleich auch einen Ausstieg aus dem Euro bedeuten könnte, wurde in der Vergangenheit als deren wirtschaftspolitisches Konzept dargestellt. Der unterlegene Präsidentschaftskandidat Norbert Hofer sagte im Juli 2016, dass er sich ein Referendum über einen EU-Austritt vorstellen könne, falls die Türkei in die Europäische Union eintritt oder sich die EU zu einer zentralistischeren Union entwickelt. Einen gegenwärtigen EU-Austritt würde Hofer als schweren Schaden sehen.
Der frühere Chefökonom des Instituts für Höhere Studien, Christian Keuschnigg, konstatierte, dass die wirtschaftlichen Folgen eines Öxits genau entgegen den positiven Effekten des Beitritts Österreich zur Europäischen Union sein würden. Einer Ersparnis der österreichischen Nettobeitragszahlungen, die mit 1,24 Mrd. Euro jährlich knapp 0,4 Prozent des BIPs ausmachen, stünde der Wegfall des bis jetzt zusätzlich erwirtschafteten Wohlstandsniveaus gegenüber, das derzeit 7,2 Prozent des BIPs beträgt.
Zwar sei kurzfristig ein positiver Beschäftigungseffekt zu erreichen, diese zusätzlichen Arbeitsplätze wären aber im Bereich des Zolls und zur Errichtung und Überwindung von Handelsbarrieren, wie gesonderte Genehmigungen, Sicherheitsvorschriften und Kennzeichnungspflichten zu schaffen, was für die exportorientierte Wirtschaft Österreichs ein Wettbewerbsnachteil wäre.
Parteien, die für einen Öxit eintreten, sind die EU-Austrittspartei, Freisinnige, das Bündnis Neutrales Freies Österreich, die Partei der Arbeit Österreichs, die Freie Liste Österreich, die Freie Heimatliche Partei, Teile der KPÖ und die Christliche Partei Österreichs. Das Team Stronach war für einen Austritt aus der Euro-Währung.

## Austrittsbestrebungen in anderen europäischen Ländern
In einigen europäischen Ländern gibt es Gruppierungen, die ebenfalls einen Austritt aus der Europäischen Union anstreben. In Anlehnung an die Bezeichnung „Brexit“ für den Austritt des Vereinigten Königreichs ist in diesem Zusammenhang die Rede von Danexit (Dänemark), Dexit (Deutschland), Frexit (Frankreich), Grexit (Griechenland), Italexit (Italien) oder Nexit (Niederlande).